# Cosmophorus
Cosmophorus (лат.) — род перепончатокрылых насекомых подсемейства Euphorinae из семейства браконид

## Распространение
Голарктика, Юго-Восточная Азия, Афротропика, Австралия.

## Описание
Мелкие наездники-бракониды, длина переднего крыла 1-3 мм. Усики из 12-19 члеников (до 22 у вида C. regius). Отличается почти вертикальными крупными мандибулами с двумя зубцами. Этими крупными жвалами самка хватает жука-короеда за щиток груди и удерживает его в то время, пока откладывает в него с помощью яйцеклада яйцо. Жилка 1-SR+M переднего крыла отсутствует; первая субдискальная ячейка переднего крыла широко открытая дистально; жилка cu-a заднего крыла отсутствует; жилка 1-SC+R заднего крыла редуцирована; задние крылья с 3 хамулями. Яйцеклад широкий, коготки лапок простые. Маргинальная ячейка переднего крыла варьирует в размере, жилка r развита или отсутствует.

## Экология
Представители известны как паразитоиды имаго жуков-короедов (Scolytinae) из семейства Curculionidae (Coleoptera).

## Систематика
Близок к родам недавно включённых в трибу Cosmophorini, таким как Ropalophorus (из трибы Dinocampini), Cryptoxilos и Plynops (перенесены из Euphorini) и Tuberidelus (перенесён из Perilitini).

### Подроды
- Cosmophorus
  - Подроды Cosmophorus s.str., Eucosmophorus Belokobylskij, Regiphorus van Achterberg

### Виды
- C. adebratti van Achterberg, 2000
- C. alboterminalis Quicke & van Achterberg, 2000
- C. brevicaudatus van Achterberg, 2000
- C. brevipetiolatus Quicke & van Achterberg, 2000
- C. capeki Loan & Matthews, 1973
- C. cembrae Ruschka, 1925
- C. curvatus van Achterberg, 2000
- C. choui van Achterberg, 2000
- C. dendroctoni Viereck, 1925
- C. dentifer Quicke & van Achterberg, 2000
- C. depressus van Achterberg, 2000
- C. fusciceps Quicke & van Achterberg, 2000
- C. godfrayi Quicke & van Achterberg, 2000
- C. harrysi van Achterberg, 2000
- C. henscheli Ruschka, 1925
- C. hopkinsii Ashmead, 1896
- C. hypothenemi Brues, 1909
- C. infuscatus van Achterberg, 2000
- C. klugi Ratzeburg, 1848
- C. klugii Ratzeburg, 1848
- C. laricio Shaw, 2009
- C. madagascariensis Quicke, Areekul & Le Courtois, 2005
- C. mesocaudatus van Achterberg, 2000
- C. minutus van Achterberg, 2000
- C. narendrani Hedqvist, 2004
- C. pityophthori Rohwer, 1917
- C. qilianshanensis Yang, 1996
- C. regius Niezabitowski, 1910
- C. reticulatus van Achterberg, 2000
- C. robustus van Achterberg, 2000
- C. roubali Capek, 1958
- C. rugitergitus Chen & van Achterberg, 1997
- C. taiwanensis van Achterberg, 2000
- C. undulatus Belokobylskij, 2000